# Josef Raban
Josef Raban (28. listopadu 1912, Praha – 14. listopadu 1986, Praha) byl český architekt, scénograf, teoretik užitého umění a publicista.

## Studium a divadlo
V dílně obecné školy v Praze-Libni, v kurzech pořádaných společenstvím truhlářů, získal Josef Raban základní dovednosti práce se dřevem. Cit pro materiál později využil při práci v divadle a projevil se i v jeho inklinaci k designu a užitému umění. Po maturitě na České státní reálce v Praze – Karlíně absolvoval fakultu architektury ČVUT. Ještě v době studia, roku 1933, reagoval Josef Raban se spolužáky Miroslavem Kouřilem a Jiřím Novotným na výzvu Emila Františka Buriana, který hledal architekty-dobrovolníky pro spolupráci ve svém nově zakládaném divadle D. Živá tvorba vizuální podoby představení D34 byla jejich první zkušeností se scénografií i vznikem autorské skupiny Kouřil-Novorný-Raban. Roku 1935 společně vytvořili návrh Divadla práce situovaný na Žofín. Ideový návrh Janáčkovy síně na úpatí Petřína, koncipovaný se spoluautory Arnoštem Hoškem a Miroslavem Kouřilem, pochází z roku 1940.

## Publicistická činnost, časopis TVAR
V poválečných letech Josef Raban uveřejňoval odborné stati v novinách a časopisech a věnoval se navrhovaní výstavních instalací. Jeho publicistická činnost se plně se projevila v časopisu Tvar, který v letech 1951 až 1971 vedl. Tento „časopis pro užité umění a průmyslové výtvarnictví“ byl jediným periodikem v Československu, orientovaným výhradně na tuto oblast výtvarné tvorby. Výběrem zveřejňovaných prací se Josefu Rabanovi dařilo přispívat k pochopení důležitosti výtvarné spolupráce pro výrobu, stejně jako k orientaci nastupující generace v oboru, jehož studium bylo v začátcích.[zdroj⁠?!] Byl jedním z prvních autorů, který se cele věnoval průmyslovému designu. Časopiseckými články a posléze monografií významně přispěl k ocenění zakladatelské osobnosti tohoto oboru Zdeňka Kováře.

## Publikace
- Raban, Josef, Krása konečně nalezená s.39 – 56 in
- O užitém umění, Kusák, Raban,Klivar,Šmídek, Čs.spisovatel Praha,1960,140 str. NČSVU, 1960
- Raban, Josef, Zdeněk Kovář, NČSVU, 1963
- Raban,Josef, Václav Kautman,Vydavatelstvo Slovenského fondu výt.umení, 1966, 122 str.
- Raban, Josef. Czechoslovak Form: Arts, Crafts & Industrial Design. Prague: Orbis, 1971. 30, 3, [3] s.
- Raban, Josef. Čechoslovackaja forma: Razvitije promyšlennoj estetiki i dizajna. Praga: Orbis, [1971]. 37, 3, [3] s., [60] s. fot. příl. [2] obr. příl.
- Raban, Josef. L'art tchécoslovaque de la form. Prague: Orbis, 1971. 34 s., obr. příl.